# 唐·艾霖
唐·艾霖（Doug Allyn，1942年—）是美國推理作家。唐·艾霖讀書時曾加入美國空軍參與越戰，戰爭結束後，他回到校園並完成學業。其後，他開始向雜誌投稿，當中包括《艾勒里·昆恩推理雜誌》。1986年，他獲得愛倫坡獎的羅伯特·L·費沙紀念獎，2011年又獲得愛倫坡獎的最佳短篇小說獎。